# Gottfried Hohenlohe-Schillingsfürst
Gottfried Maxmilián Maria princ zu Hohenlohe-Schillingsfürst (Gottfried Maximilian Maria Prinz zu Hohenlohe-Waldenburg-Schillingsfürst) (8. listopadu 1867, Vídeň – 7. listopadu 1932, Vídeň) byl rakousko-uherský generál a diplomat z významné německé šlechty. Od mládí sloužil souběžně v armádě a diplomacii, dosáhl hodnosti generálmajora a důležitou úlohu měl v době první světové války jako rakousko-uherský velvyslanec v Německu (1914–1918). Po roce 1918 žil v soukromí. Jeho starší bratr Konrad (1863–1918) byl mimo jiné rakouským ministrem vnitra, ministerským předsedou a císařským nejvyšším hofmistrem.

## Životopis

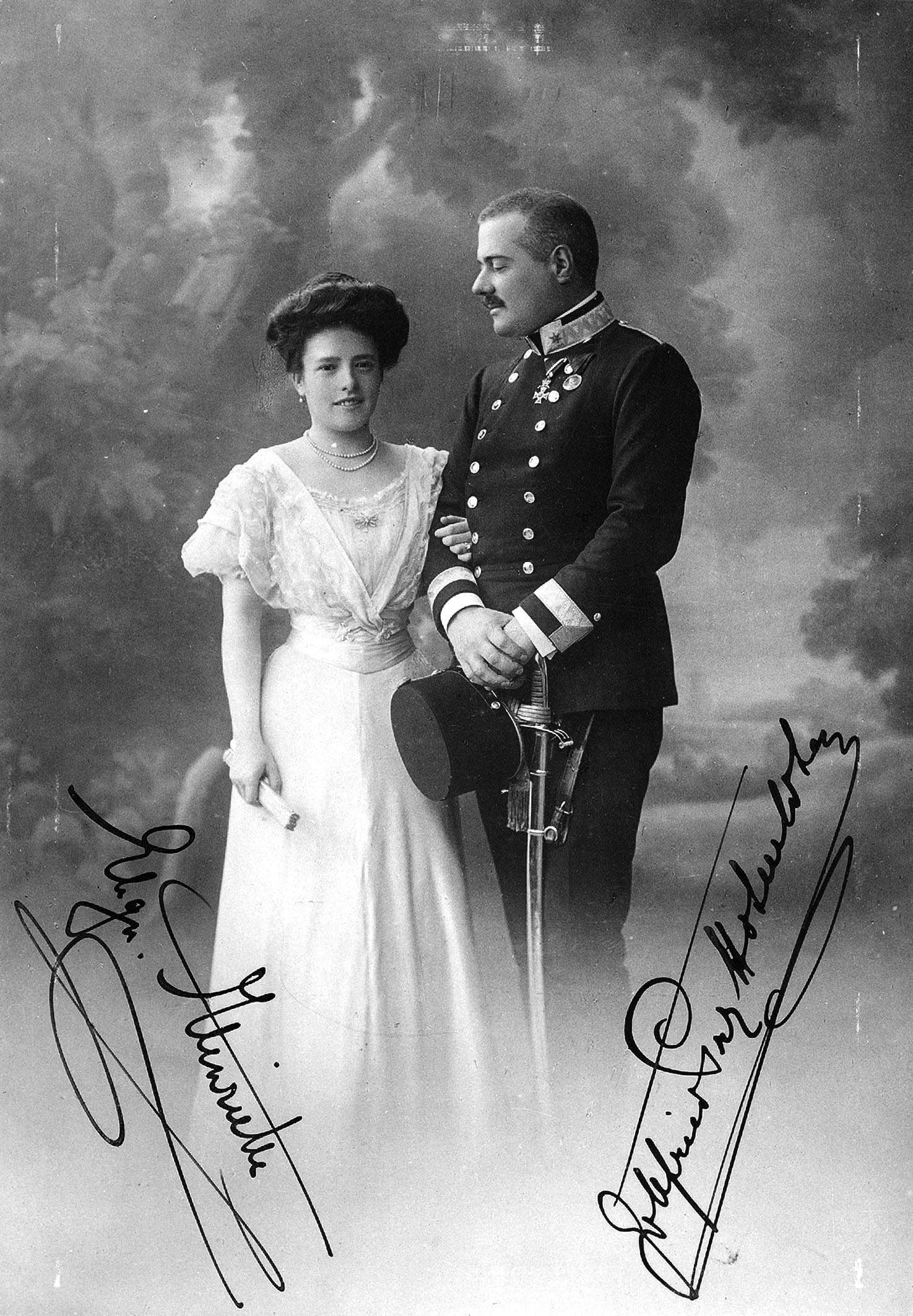
Svatební portrét prince Gottfrieda Hohenlohe a jeho manželky, arcivévodkyně Marie Henrietty (1908)

Pocházel z významného německého rodu Hohenlohe, patřil k linii Hohenlohe-Schillingsfürst. Narodil se jako čtvrtý syn c. k. generála jízdy a císařského nejvyššího hofmistra prince Konstantina Hohenlohe (1828–1896) a jeho manželky Marie Pauliny, rozené princezny zu Sayn-Wittgenstein (1837–1920). Gottfried absolvoval prestižní katolické gymnázium ve Vídni, poté vstoupil do armády (1887) V roce 1889 byl povýšen na poručíka a v letech 1893–1895 si doplnil vojenské vzdělání na Válečné škole (K.u.k. Kriegschule) ve Vídni. V hodnosti nadporučíka byl v roce 1895 zařazen do sboru důstojníků generálního štábu. Jako štábní důstojník sloužil mimo jiné u 9. jezdecké brigády v Pardubicích. V roce 1898 byl povýšen na kapitána a byl přidělen k jezdecké divizi v Krakově. Mezitím vstoupil do diplomatických služeb a v letech 1902–1907 působil jako vojenský atašé v Petrohradě. V této funkci navázal řadu prospěšných kontaktů, osobní náklonnost mu projeoval i car Mikuláš II. Během diplomatické mise v Rusku byl Hohenlohe povýšen na majora a jmenován křídelním pobočníkem (Flügeladjutant) císaře Františka Josefa. V letech 1907–1908 byl velvyslaneckým radou v Berlíně. Do této funkce byl jmenován na podnět ministra zahraničí Lexy z Aehrenthalu. V důsledku sňatku v roce 1908 Hohenlohe dočasně ukončil veřejné aktivity a několik let strávil v soukromí.

### Mise v Petrohradě a velvyslanec v Německu
Po balkánské krizi byl v únoru 1913 pověřen mimořádnou diplomatickou misí do Petrohradu, která měla zmírnit napjaté vztahy s Ruskem. Vzhedem ke svému dřívějšímu působení v Petrohradě a jako příslušník nejvyšší šlechty s příbuzenskými vazbami na rodinu Habsburků byl u carského dvora přijat příznivě, v jednání s ruskými ministry (Sazonov) ale nedošlo ke shodě v problematice Balkánu. Hohenlohe byl navíc konfrontován s nepřátelským postojem ruské veřejnosti vůči Rakousku-Uhersku. Do Ruska byl vyslán z iniciativy následníka trůnu Františka Ferdinanda, s nímž měl velmi přátelské vztahy, i když se v některých detailech zahraniční politiky míjeli. Hohenlohe mimo jiné předvídal celosvětový válečný konflikt a prosazoval preventivní válku se Srbskem. V dubnu 1914 byl jmenován rakousko-uherským velvyslancem v Berlíně, opět na popud Františka Ferdinanda.. Fakticky funkci převzal až 4. srpna 1914 již během probíhající první světové války. V této důležité funkci se za první světové války snažil prosazovat rovnoprávné postavení mocností Trojspolku. Během války se ale začala zhoršovat ekonomická situace Rakouska-Uherska a po nástupu Karla I. na trůn se Gottfried stal zastáncem myšlenky uzavření separátního míru. Mimo aktivní vojenskou službu byl v roce 1917 povýšen do hodnosti generálmajora a téhož roku se stal rytířem Řádu zlatého rouna (spolu se svým starším bratrem Konradem). Diplomatickou misi v Německu ukončil 11. listopadu 1918 a od té doby žil v soukromí.

## Rodina
V roce 1908 se oženil s arcivévodkyní Marií Henriettou (1883–1956), dcerou vrchního velitele rakousko-uherské armády arcivévody Bedřicha. Zásnuby proběhly počátkem roku 1908 v Tatranské Lomnici, sňatek se konal 3. června 1908 v Badenu u Vídně. V době uzavření sňatku byl Gottfried Hohenlohe velvyslaneckým radou v Německu, podle protokolu by se Marie Henrietta jako manželka diplomata v zahraničí musela vzdát titulu císařská a královská Výsost. Na to Hohenlohe odmítl přistoupit a v roce 1908 diplomatické služby opustil. Z manželství se narodily tři děti. Dcery Marie Alžběta (1909–1987) a Natálie Isabela (1911–1989) zůstaly neprovdané, syn Bedřich Konstantin (1913–1945) sloužil za druhé světové války v německé armádě a zemřel v zajetí na Kavkazu.
Gottfriedův starší bratr princ Konrad Hohenlohe (1863–1918) byl dvakrát rakouským ministrem vnitra (1906, 1915–1916) a v roce 1906 krátce předsedou rakouské vlády.

## Tituly a ocenění
Od narození užíval titul prince s nárokem na oslovení Jasnost (Durchlaucht). V roce 1891 získal hodnost c. k. komořího. V souvislosti s diplomatickou misí do Ruska v roce 1913 obdržel titul c. k. tajného rady Jako velvyslanec v Německu byl k datu 3. června 1917 povýšen do hodnosti generálmajora v záloze. Jako voják a diplomat byl nositelem několika vyznamenání v Rakousku-Uhersku a v zahraničí. V roce 1917 se stal rytířem Řádu zlatého rouna.
- Jubilejní pamětní medaile (1898)
- rytířský kříž Leopoldova řádu (1907)
- Vojenský jubilejní kříž (1908)
- velkokříž Leopoldova řádu s válečnou dekorací (1918)
- velkokříž Řádu červené orlice (Německo)
- Řád pruské koruny II. třídy (Německo)
- rytíř Řádu černé orlice (Německo)
- Železný kříž II. třídy (Německo)
- Řád svaté Anny III. třídy (Rusko)
- velkokříž Řádu Petra Fridricha Ludvíka (Oldenbursko)